# 八代隆祐
八代 隆祐（やしろりゅうすけ、1996年〈平成8年〉7月1日 - ）は、日本の会社員兼アーティスト兼実業家。
浄土真宗門徒。HIPHOPMC名はReVeR(リバー)HIPHOP以外でのMCやイベント時はやいろんまん名義で活動。またイベント事業・飲食事業の経営も行う。　　　　　　　　

## 経歴
愛知県出身。2014年に愛知高等学校を卒業。
龍谷大学では、2018年にアパレルブランド『Gauner』を立ち上げるも失敗。その後ラクロスのアパレルブランド『Regalia』を立ち上げ活動。2019年にMiss＆Mr.コンテストに出場し準グランプリを獲得。同年にモデルプレス賞も受賞。
2021年よりラッパーとしてのキャリアをスタート同時にHIPHOPイベントである『BONNOU』を発足。
2024年MC LIVE トーナメントバトルの全国大会である『SEKIGAHARA』を開催。

## 人物
小学4年生から剣道を始め剣道三段を取得。高校時代にはフットサルサークルを立ち上げ活動。大学時代はラクロスに励んだ。
日本史が好きで特に戦国時代の研究を行う。先祖は真宗大谷派第12代門主（法主・宗主）教如（きょうにょ、敎如）を織田信長より一時的に匿ったとされている八代八右衛門である。
1. ^会社経営しながら“日本一のイケメン大学生”を目指す八代隆祐さん “唯一無二”を貫く素顔を直撃＜モデルプレスインタビュー[1]